# Anastasija Połujanowa
Anastasija Artiomowna Połujanowa, ros. Анастасия Артёмовна Полуянова (ur. 10 lipca 2001 w Permie) – rosyjska łyżwiarka figurowa, startująca w parach sportowych z Dmitrijem Sopotem. Srebrna medalistka zimowej uniwersjady (2019), medalistka zawodów z cyklu Challenger Series.

## Osiągnięcia

### Z Dmitrijem Sopotem
| Zawody                                | 17–18          | 18–19          |                |                |                |                |                |                |                |                |                |                |                |                |                |                |                |
| Międzynarodowe                        | Międzynarodowe | Międzynarodowe | Międzynarodowe | Międzynarodowe | Międzynarodowe | Międzynarodowe | Międzynarodowe | Międzynarodowe | Międzynarodowe | Międzynarodowe | Międzynarodowe | Międzynarodowe | Międzynarodowe | Międzynarodowe | Międzynarodowe | Międzynarodowe | Międzynarodowe |
| ------------------------------------- | -------------- | -------------- | -------------- | -------------- | -------------- | -------------- | -------------- | -------------- | -------------- | -------------- | -------------- | -------------- | -------------- | -------------- | -------------- | -------------- | -------------- |
| CS Tallinn Trophy                     | 3              |                |                |                |                |                |                |                |                |                |                |                |                |                |                |                |                |
| Zimowa uniwersjada                    |                | 2              |                |                |                |                |                |                |                |                |                |                |                |                |                |                |                |
| Międzynarodowe: Kategorie młodzieżowe |                |                |                |                |                |                |                |                |                |                |                |                |                |                |                |                |                |
| JGP Finał                             | 6              | 5              |                |                |                |                |                |                |                |                |                |                |                |                |                |                |                |
| JGP w Austrii                         |                | 2              |                |                |                |                |                |                |                |                |                |                |                |                |                |                |                |
| JGP na Białorusi                      | 2              |                |                |                |                |                |                |                |                |                |                |                |                |                |                |                |                |
| JGP w Czechach                        |                | 4              |                |                |                |                |                |                |                |                |                |                |                |                |                |                |                |
| JGP w Polsce                          | 3              |                |                |                |                |                |                |                |                |                |                |                |                |                |                |                |                |
| Krajowe                               |                |                |                |                |                |                |                |                |                |                |                |                |                |                |                |                |                |
| Mistrzostwa Rosji                     | 10             | 12             |                |                |                |                |                |                |                |                |                |                |                |                |                |                |                |
| Mistrzostwa Rosji juniorów            | 8              | WD             |                |                |                |                |                |                |                |                |                |                |                |                |                |                |                |

### Z Maksimem Sielkinem
| Zawody                                | 16–17                                 |                                       |                                       |                                       |                                       |                                       |                                       |                                       |                                       |                                       |                                       |                                       |                                       |                                       |                                       |                                       |                                       |                                       |
| Międzynarodowe: Kategorie młodzieżowe | Międzynarodowe: Kategorie młodzieżowe | Międzynarodowe: Kategorie młodzieżowe | Międzynarodowe: Kategorie młodzieżowe | Międzynarodowe: Kategorie młodzieżowe | Międzynarodowe: Kategorie młodzieżowe | Międzynarodowe: Kategorie młodzieżowe | Międzynarodowe: Kategorie młodzieżowe | Międzynarodowe: Kategorie młodzieżowe | Międzynarodowe: Kategorie młodzieżowe | Międzynarodowe: Kategorie młodzieżowe | Międzynarodowe: Kategorie młodzieżowe | Międzynarodowe: Kategorie młodzieżowe | Międzynarodowe: Kategorie młodzieżowe | Międzynarodowe: Kategorie młodzieżowe | Międzynarodowe: Kategorie młodzieżowe | Międzynarodowe: Kategorie młodzieżowe | Międzynarodowe: Kategorie młodzieżowe | Międzynarodowe: Kategorie młodzieżowe |
| ------------------------------------- | ------------------------------------- | ------------------------------------- | ------------------------------------- | ------------------------------------- | ------------------------------------- | ------------------------------------- | ------------------------------------- | ------------------------------------- | ------------------------------------- | ------------------------------------- | ------------------------------------- | ------------------------------------- | ------------------------------------- | ------------------------------------- | ------------------------------------- | ------------------------------------- | ------------------------------------- | ------------------------------------- |
| JGP w Czechach                        | 4                                     |                                       |                                       |                                       |                                       |                                       |                                       |                                       |                                       |                                       |                                       |                                       |                                       |                                       |                                       |                                       |                                       |                                       |
| Krajowe                               |                                       |                                       |                                       |                                       |                                       |                                       |                                       |                                       |                                       |                                       |                                       |                                       |                                       |                                       |                                       |                                       |                                       |                                       |
| Mistrzostwa Rosji                     | 10                                    |                                       |                                       |                                       |                                       |                                       |                                       |                                       |                                       |                                       |                                       |                                       |                                       |                                       |                                       |                                       |                                       |                                       |
| Mistrzostwa Rosji juniorów            | 11                                    |                                       |                                       |                                       |                                       |                                       |                                       |                                       |                                       |                                       |                                       |                                       |                                       |                                       |                                       |                                       |                                       |                                       |

### Ze Stiepanem Korotkowem
| Zawody                                | 13–14                                 | 14–15                                 | 15–16                                 |                                       |                                       |                                       |                                       |                                       |                                       |                                       |                                       |                                       |                                       |                                       |                                       |                                       |                                       |                                       |
| Międzynarodowe: Kategorie młodzieżowe | Międzynarodowe: Kategorie młodzieżowe | Międzynarodowe: Kategorie młodzieżowe | Międzynarodowe: Kategorie młodzieżowe | Międzynarodowe: Kategorie młodzieżowe | Międzynarodowe: Kategorie młodzieżowe | Międzynarodowe: Kategorie młodzieżowe | Międzynarodowe: Kategorie młodzieżowe | Międzynarodowe: Kategorie młodzieżowe | Międzynarodowe: Kategorie młodzieżowe | Międzynarodowe: Kategorie młodzieżowe | Międzynarodowe: Kategorie młodzieżowe | Międzynarodowe: Kategorie młodzieżowe | Międzynarodowe: Kategorie młodzieżowe | Międzynarodowe: Kategorie młodzieżowe | Międzynarodowe: Kategorie młodzieżowe | Międzynarodowe: Kategorie młodzieżowe | Międzynarodowe: Kategorie młodzieżowe | Międzynarodowe: Kategorie młodzieżowe |
| ------------------------------------- | ------------------------------------- | ------------------------------------- | ------------------------------------- | ------------------------------------- | ------------------------------------- | ------------------------------------- | ------------------------------------- | ------------------------------------- | ------------------------------------- | ------------------------------------- | ------------------------------------- | ------------------------------------- | ------------------------------------- | ------------------------------------- | ------------------------------------- | ------------------------------------- | ------------------------------------- | ------------------------------------- |
| JGP Finał                             |                                       |                                       | 6                                     |                                       |                                       |                                       |                                       |                                       |                                       |                                       |                                       |                                       |                                       |                                       |                                       |                                       |                                       |                                       |
| JGP w Austrii                         |                                       |                                       | 4                                     |                                       |                                       |                                       |                                       |                                       |                                       |                                       |                                       |                                       |                                       |                                       |                                       |                                       |                                       |                                       |
| JGP na Łotwie                         |                                       |                                       | 2                                     |                                       |                                       |                                       |                                       |                                       |                                       |                                       |                                       |                                       |                                       |                                       |                                       |                                       |                                       |                                       |
| Krajowe                               |                                       |                                       |                                       |                                       |                                       |                                       |                                       |                                       |                                       |                                       |                                       |                                       |                                       |                                       |                                       |                                       |                                       |                                       |
| Mistrzostwa Rosji                     |                                       |                                       | 10                                    |                                       |                                       |                                       |                                       |                                       |                                       |                                       |                                       |                                       |                                       |                                       |                                       |                                       |                                       |                                       |
| Mistrzostwa Rosji juniorów            | 10                                    | 6                                     | 6                                     |                                       |                                       |                                       |                                       |                                       |                                       |                                       |                                       |                                       |                                       |                                       |                                       |                                       |                                       |                                       |